# Simanampang (Siatas Barita)
Simanampang is een bestuurslaag in het regentschap Tapanuli Utara van de provincie Noord-Sumatra, Indonesië. Simanampang telt 1295 inwoners (volkstelling 2010).